# Synagelides lovecrafti
Espèce
Synagelides lovecrafti est une espèce d'araignées aranéomorphes de la famille des Salticidae.

## Répartition
Cette espèce est endémique du Yunnan en Chine,. Elle se rencontre dans le xian de Longling.

## Description
Le mâle holotype mesure 4,07 mm et la femelle paratype 3,55 mm.

## Systématique et taxinomie
Cette espèce a été décrite par Ni, Li et Zhang en 2025.

## Étymologie
Cette espèce est nommée en l'honneur de H. P. Lovecraft.

## Publication originale
- Ni, Li & Zhang, 2025 : « On five new species of the genus Synagelides Strand, 1906 (Araneae: Salticidae: Salticinae: Agoriini) from China. » Zootaxa, no 5666(2), p. 239-261.